# مثنوية
المثنوية هي النظرة الفلسفية التي ترى أن هناك وجود لمصطلحين أساسيين، غالباً ما يكونان متعاكسين، مثل الخير والشر، النور والظلام، الذكر والأنثى؛ ولكن ثمة أمر يجب تسليط الضوء عليه؛ فالمصطلحات ممكن أن تكون صحيحة أو خاطئة حسب ما تدفعها حقيقة الأشياء؛ فالمثنوية ليست حبيسة المصطلحات بل هي عقيدة تبين أن هناك إلهين أحدهما النور والخير والآخر الظلمة والشر. وهي اندماج وثني قائم على تعدد الآلهة وأن ماني بن فاتك الذي تنسب إليه المانوية (من فرق المثنوية) كان نصرانياً تأثر بالمجوسية فدعى ما لم يدعيه المشركون الوثنيون؛ وذلك أن المشركين من جميع الأمم لم يكن أحد منهم يقول إن للمخلوقات خالقين منفصلين متماثلين في الصفات فإن هذا لم يقله طائفة معروفة من بني آدم ولكن المثنوية من المجوس ونحوهم يقولون إن العالم صادر عن أصلين النور والظلمة والنور عندهم هو إله الخير المحمود والظلمة هي الإله الشرير المذموم.
و المثنوية هم الذين يقولون بأصلين للوجود، مختلفين تمام الاختلاف، كل منهما له وجود مستقل في ذاته، وبدون هذين الأصلين لا يمكن فهم طبيعة الكون، الذي تتصارع فيه القوى المتضاربة، التي ينتمى بعضها إلى أحد المبدأين، وينتمى سائرها إلى المبدأ الآخر، مما يعنى أن حقيقة الوجود تنطوي على انقسام داخلي وتقابل ضروري دائم بين أصلين، لكل منهما قوانينه وأطواره الزمنية الخاصة به، وأول من صاغ المصطلح هو المستشرق البريطاني توماس هايد.
وقد ذكر الشهرستاني في كتابة الملل والنحل وأصحاب الديانات وفرقها أن المثنوية أربع فرق هي: المانوية والريصانية والمرتونية والمزدكية.

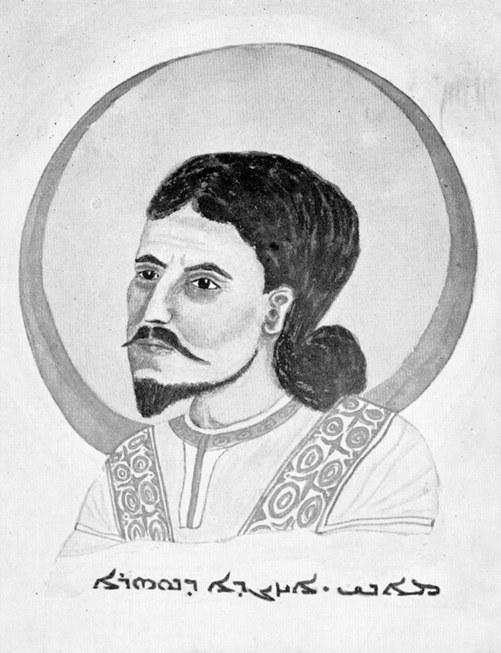
ماني مدعي النبوة

## المانوية
الفرقة الأولى المانوية أتباع ماني وقد كان رجلا نقاشا خفيف اليد ظهر في زمن سابور بن ازدشير بن بابك وادعى النبوة وقال إن للعالم أصلين نور وظلمة وكلاهما قديمان فقبل سابور قوله فلما انتهت نوبة الملك إلى بهرام أخذ ماني وسلخه وحشا بجلده تبنا وعلقه وقتل أصحابه إلا من هرب والتحق بالصين ودعوا إلى دين ماني فقبل أهل الصين منهم وأهل الصين إلى زماننا هذا على دين ماني.

## الريصانية
الثانية الريصانية: وهم يقولون بالنور والظلمة أيضا والفرق بينهم وبين المانوية يقولون إن النور والظلمة حيان والديصانية يقولون إن النور حي والظلمة ميتة.

## المرتونية
الثالثة المرتونية: وهم يثبتون متوسطا بين النور والظلمة ويسمون ذلك المتوسط المعدل.

## المزدكية
الرابعة المزدكية: اتباع مزدك بن نامدان كان موبذ موبذان في زمن قباذ بن فيروز والد أنو شروان العادل ثم ادعى النبوة وأظهر دين الإباحة وانتهى أمره إلى أن ألزم قباذ إلى أن يبعث إمرأته ليمتع بها غيره فتأذى أنو شروان من ذلك الكلام غاية التأذي وقال لوالده اترك بيني وبينه لأناظره فإن قطعني طاوعته وإلا قتلته فلما ناظر مع أنوشروان انقطع مزدك وظهر عليه أنوشروان فقتله وأتباعه وكل من هو على دين الإباحة في زماننا هذا فهم بقية اولئك القوم.

## ظهوره

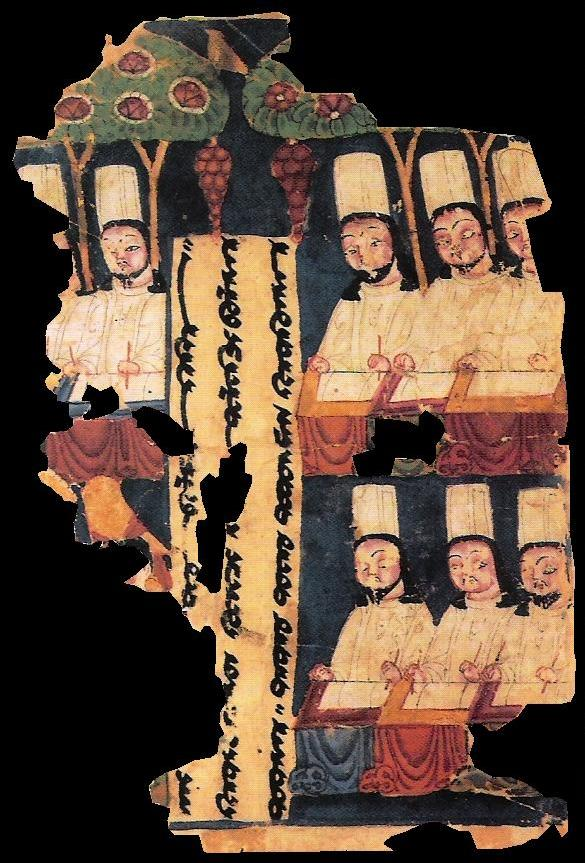
ورقة من كتاب المانوية

ظهر هذا المذهب منذ قديم لدى الإغريق، فأثر على أعظم فلاسفتهم كأفلاطون وأرسطو. إذ فرق أفلاطون بين عالم المادة وعالم المثل، وفرق أرسطو بين الهيولى والصورة، أو بين الموجود بالقوة والموجود بالفعل، وأن كانت الثنوية لديهما ممزوجة بنزوع واضح إلى الوحدة. وفي الشرق القديم قال «ماني» مؤسس المانوية في فارس بالتقابل بين مبدأى الخير والشر، أو النور والظلام، فالنور مصدر الخير، والظلام منشأ الشر، والخير والشر هذان لا يصدران عن شيء واحد، وهما مبدأن نشيطان فاعلان إلى الأبد. وقد يرى البعض أن الزردشتية - بحكم ما في آرائها من مظاهر ثنوية - تجرى في نفس الاتجاه، لكننا إذ ذكرنا ما قلناه من أن الثنوية تقول بأصلين جوهرين لا يمكن رد أحدهما إلى الآخر، أو ردهما معا إلى مبدأ ثالث أسبق منهما علمنا أن الزردشتية أقرب إلى القول بالوحدة، وأن المثال الصحيح للثنوية إنما هو المانوية، وأن الزردشتية أدنى إلى التوحيد في أساسها، فالشر عارض، والخير ينتصر في النهاية. وقد مثلت الثيولوجية المنبثقة عن المسيحية في العصور الوسطى مذهب الثنوية في نظرتها إلى الحياة البشرية على أنها صراع دائم بين الروح والبدن، وهو صراع ينتج عنه تحديد مصير النفس بعد الموت في الجنة أو في النار، فإن انتصر البدن في ذلك الصراع فالمصير إلى النار، وإن انتصرت الروح فالمصير إلى الجنة، ولذلك اشتدوا في معاملة الجسد وحرموه من كل لذة وراحة، لفتح أبواب الملكوت التي لا تفتح إلا للفقراء الزاهدين، وأيا ما كانته علاقة هذا التصور بالمسيحية الأصلية فقد تضخم هذا التقابل الوجودى، واتخذ طابع المبالغة الذي أثر على مختلف مجالات الفكر والحياة في العصور الوسطى. وفي العصر الحديث عبر ديكارت -بصورة- فلسفية أدق عن «الميتافيزيقية الثنائية» بقوله بالمبدأين، وهما: «الذهن والمادة» فكل من الذهن والجسم قائم بذاته، تختلف صفات كل منهما عن الآخر، بل يستبعد كل منهما الآخر، فما يكون صفة للذهن لا يمكن أن يكون صفة للمادة. وقد أدى هذا بديكارت إلى افتراض نوعين يسودان الوجود، فالطبيعة تخضع لقوى آلية تحكم مستقلة عن إرادة العقل، أما روح الإنسان فهى تلقائية ذاتية حرة خالصة، لا تخضع لأية حتمية تاريخية.

## اقرأ أيضاً
- مثنوية (فلسفة العقل)
- ديكوتومية
- مثنوية الخصائص
- عقلانية (علم نفس)